# Badmintonmeisterschaft von Hongkong 2005
Die Badmintonmeisterschaft von Hongkong des Jahres 2005 trug den vollständigen Namen Bank of China (Hong Kong) Hong Kong Annual Badminton Championships 2005 (chinesisch 2005 中銀香港全港羽毛球錦標賽).

## Sieger und Finalisten
| Disziplin    | Gold                               | Silber                                   |
| ------------ | ---------------------------------- | ---------------------------------------- |
| Herreneinzel | Yohan Hadikusumo Wiratama          | Agus Hariyanto                           |
| Dameneinzel  | Wang Chen                          | Yip Pui Yin                              |
| Herrendoppel | Albertus Susanto Njoto Liu Kwok Wa | Agus Hariyanto Yohan Hadikusumo Wiratama |
| Damendoppel  | Wang Chen Yip Pui Yin              | Li Wing Mui Louisa Koon Wai Chee         |
| Mixed        | Liu Kwok Wa Louisa Koon Wai Chee   | Wong Wai Hong Yip Pui Yin                |